# پل دو کوک
پل دو کوک (به فرانسوی: Paul de Kock) رمان‌نویس و نمایش‌نامه‌نویس قرن هجدهم میلادی اهل فرانسه است.